# William P. Kimball
William Preston Kimball (* 4. November 1857 bei East Hickman, Fayette County, Kentucky; † 24. Februar 1926 in Lexington, Kentucky) war ein US-amerikanischer Politiker. Zwischen 1907 und 1909 vertrat er den Bundesstaat Kentucky im US-Repräsentantenhaus.

## Werdegang
William Kimball besuchte sowohl öffentliche als auch private Schulen. Danach studierte er an der Transylvania University in Lexington. Nach einem Jurastudium und seiner 1891 erfolgten Zulassung als Rechtsanwalt begann er in Lexington in diesem Beruf zu arbeiten. Politisch war Kimball Mitglied der Demokratischen Partei. In den Jahren 1883 und 1884 saß er als Abgeordneter im Repräsentantenhaus von Kentucky; zwischen 1889 und 1890 war er städtischer Angestellter in Lexington. Danach fungierte er von 1891 bis 1901 als juristischer Vertreter dieser Stadt. Zwischen 1901 und 1907 bekleidete er dann das Amt des Staatsanwalts im Fayette County.
Bei den Kongresswahlen des Jahres 1906 wurde Kimball im siebten Wahlbezirk von Kentucky in das US-Repräsentantenhaus in Washington, D.C. gewählt, wo er am 4. März 1907 die Nachfolge von South Trimble antrat. Da er im Jahr 1908 von seiner Partei nicht zur Wiederwahl nominiert wurde, konnte er bis zum 3. März 1909 nur eine Legislaturperiode im Kongress absolvieren. Nach seinem Ausscheiden aus dem US-Repräsentantenhaus zog sich William Kimball wieder aus der Politik zurück. In den folgenden Jahren praktizierte er als Anwalt. Er starb am 24. Februar 1926 in Lexington und wurde dort auch beigesetzt.